# ميلكا سينغ
ميلكا سينغ (20 نوفمبر 1929 - 18 يونيو 2021) هو كان عداء هندي فاز ب 4 ميداليات ذهبية في سباق 400 متر في دورة الألعاب الآسيوية.